# Liste von Persönlichkeiten der Stadt Grenoble
Diese Liste der Söhne und Töchter der Stadt Grenoble enthält Personen, die entweder in Grenoble geboren wurden oder lange Zeit dort lebten und in der deutschsprachigen Wikipedia mit einem Artikel vertreten sind. Die Liste erhebt keinen Anspruch auf Vollständigkeit.

## Söhne und Töchter der Stadt Grenoble

### Bis 1800
- Jacques Besson (um 1540–1576), Mathematiker und Ingenieur
- Abel Servien (1593–1659), Diplomat und Staatsmann
- Hugues de Lionne, Marquis de Berny (1611–1671), Diplomat, Teilnehmer am Westfälischen Friedenskongress, französischer Außenminister
- Michel Farinel (1649–1726), Violinist und Komponist des Barock
- Louis-Augustin Alemand (1653–1728), Jurist, Mediziner, Romanist und Grammatiker
- Françoise Raisin (1662–1721), Schauspielerin
- Pierre Guérin de Tencin (1680–1758), Kardinal der Katholischen Kirche, zugleich Erzbischof von Embrun und von Lyon
- Claudine Guérin de Tencin (1682–1749), Salonnière in Paris
- Pierre Gras du Villard (um 1700–1785), römisch-katholischer Theologe und Schriftsteller
- Gabriel Bonnot de Mably (1709–1785), Politiker und Philosoph in der Zeit der Aufklärung
- Jacques de Vaucanson (1709–1782), Ingenieur und Erfinder
- Étienne Bonnot de Condillac (1714–1780), Geistlicher, Philosoph und Logiker
- Jacques Rochette de La Morlière, genannt Le Chevalier (1719–1785), Libertin, Literat, Theaterautor, Journalist, Schreiber von Pamphleten und Betrüger
- Arnulphe d’Aumont (1721–1800), Mediziner der Aufklärung; einer der Hauptbeiträger zur Encyclopédie für den Themenbereich Medizin
- Franz Regis Clet (1748–1820), Märtyrer und ein Heiliger der römisch-katholischen Kirche
- Jean-Baptiste André Amar (1755–1816), Revolutionär
- Jean-Joseph Mounier (1758–1806), Politiker während der Französischen Revolution
- Antoine Barnave (1761–1793), Politiker während der Französischen Revolution
- Louis Emmanuel Rey (1768–1846), General
- Philippine Rose Duchesne (1769–1852), Ordensschwester und Heilige der römisch-katholischen Kirche
- Jacques Tourniaire (1772–1829), Kunstreiter, Tierhändler, Prinzipal eines Zirkus und Besitzer einer Wandermenagerie
- Casimir Pierre Périer (1777–1832), Staatsmann, Ministerpräsident und gleichzeitig Innenminister von Frankreich
- Stendhal, geb. als Marie-Henri Beyle (1783–1842), Schriftsteller, Militär und Politiker
- Antoine Barthélémy Clot (1793–1868), Arzt
- Jacques-Louis Randon (1795–1871), General und Staatsmann, Marschall von Frankreich

### 19. Jahrhundert
- Frédéric Taulier (1806–1861), Rechtsanwalt und Professor sowie Bürgermeister von Grenoble
- Léon Roches (1809–1901), Diplomat
- Alfred de Bougy (1814–1871), Schriftsteller
- Émile Gaillard (1821–1902), Bankier und Kunstsammler
- Aimé Charles Irvoy (1824–1898), Bildhauer
- Jean-Baptiste André Guillot (1827–1893), Rosenzüchter
- Henri Fantin-Latour (1836–1904), Maler und Lithograph
- Lucien Millevoye (1850–1918), Journalist und Politiker
- André Albertin (1867–1933), Landschaftsmaler, Aquarellist, Journalist und Kunstkritiker
- Camille Drevet (1881–1969), Feministin, Pazifistin und Antikolonialistin
- Pierre Champon (1882–1940), Offizier
- Alexandre Fayollat (1889–1957), Langstreckenläufer
- Jérôme Marcadanti (1893–1926), Autorennfahrer
- Daniel Chalonge (1895–1977), Astronom
- Pierre Cot (1895–1977), sozialistischer Politiker und Minister

### 20. Jahrhundert

#### 1901 bis 1950
- Robert Ferréol Baboin (1901–1982), Bergbauingenieur und Hochschullehrer
- Maurice Perrin (1904–1994), römisch-katholischer Erzbischof und Diplomat des Heiligen Stuhles
- Emmanuel Mounier (1905–1950), Philosoph, Gründer der Zeitschrift Esprit
- André Clot (1909–2002), Journalist, Historiker und Publizist
- Augustin-Marie Joly (1917–2006), römisch-katholischer Geistlicher, Benediktiner, Abt und Klostergründer
- Lionel Terray (1921–1965), Bergsteiger
- Janine Charrat (1924–2017), Ballerina und Choreografin
- Jean Charles Pinheira (* 1932), portugiesisch-französischer Fotograf
- Philippe Braunstein (* 1933), Wirtschafts- und Sozialhistoriker, Hochschullehrer
- Serge Kampf (1934–2016), Unternehmer und Sportmäzen
- Bob Neyret (* 1934), Unternehmer und Autorennfahrer
- Gilbert Romeyer-Dherbey (* 1934), Philosophiehistoriker
- Ultra Violet (1935–2014), französisch-US-amerikanische Künstlerin
- Marie-Claude Charmasson (* 1941), Journalistin und Autorennfahrerin, die unter dem Pseudonym Marie-Claude Beaumont Rennen bestritt
- Jean-Noël Jeanneney (* 1942), Historiker, Politiker und Kulturfunktionär; Direktor der Französischen Nationalbibliothek in Paris
- Johnny Servoz-Gavin (1942–2006), Autorennfahrer
- Jean-Pierre Morel (* 1943), Jazzmusiker
- Bernard Béguin (* 1947), Rallyefahrer
- Juliet Berto (1947–1990), Schauspielerin, Filmregisseurin und Drehbuchautorin
- Emmanuel Krivine (* 1947), Dirigent und Violinist
- Patrice Martin-Lalande (* 1947), Politiker
- René Arnoux (* 1948), Autorennfahrer
- Bruno Saby (* 1949), Rallyefahrer
- Patricia Demartini (* 1950), Eisschnellläuferin
- Jean-Claude Gallotta (* 1950), Tänzer und Choreograph
- R. P. S. Lanrue (1950–2024), deutscher Musiker, Mitgründer der deutschen Band Ton Steine Scherben
- Michel Lotito (1950–2007), Schausteller, Monsieur Mangetout (‚Herr Allesfresser‘)
- Julien Sanchez (* 1950), Autorennfahrer

#### 1951 bis 1980
- Bernadette Martin (* 1951), Leichtathletin
- Nano Pourtier (* 1954), Freestyle-Skier
- Philippe Streiff (1955–2022), Autorennfahrer
- Bertrand Balas (* 1956), Autorennfahrer
- Jean-Noël Fagot (* 1958), Eisschnellläufer
- Daniel Mille (* 1958), Jazzmusiker
- Laurent Biondi (* 1959), Radrennfahrer
- Philippe Cimadomo (* 1959), Autorennfahrer
- Maurice G. Dantec (1959–2016), Schriftsteller
- Perrine Pelen (* 1960), Skirennläuferin
- Laurent Verron (* 1962), Comiczeichner
- Jérôme Policand (* 1964), Autorennfahrer
- Benoît Sourisse (* 1964), Jazzmusiker
- Xavier Blond (* 1965), Biathlet
- Sylvie Giry-Rousset (* 1965), Skilangläuferin
- Isabelle Devaluez (* 1966), Diskuswerferin
- Pierre Gignoux (* 1967), Skibergsteiger
- Stéphane Azambre (* 1969), Skilangläufer und Biathlet
- Emmanuel Kowalski (* 1969), Mathematiker
- Francis Repellin (* 1969), Nordischer Kombinierer
- François Legrand (* 1970), Kletterer
- Jean-François Bonnard (* 1971), Eishockeyspieler und -trainer
- Benoît Varloteaux (* 1971), Handballspieler
- Fabrice Bellard (* 1972), Softwareentwickler und Mathematiker
- Miss Kittin (Caroline Hervé) (* 1973), DJ, Sängerin und Produzentin
- Carole Montillet-Carles (* 1973), Politikerin (LR) und Skirennläuferin
- Julien Robert (* 1974), Biathlet
- Lionel Papagalli, alias Alfred (* 1976), Comiczeichner und -szenarist
- Guillaume Poncelet (* 1978), Jazz- und Neoklassik-Musiker
- Julien Balbo (* 1979), Squashspieler
- Yorick Treille (* 1980), Eishockeyspieler

#### 1981 bis 1990
- Aurélien Lohrer (* 1981), Freestyle-Skier
- Romain Pilon (* 1981), Jazzmusiker
- Kamissa Camara (* 1983), malische Politikerin und Politologin
- Robin Duvillard (* 1983), Skilangläufer
- Rafik Djebbour (* 1984), algerischer Fußballspieler
- Pierre-Antoine Badaroux (* 1986), Musiker
- Claire Feuerstein (* 1986), Tennisspielerin
- Cyril Gaillard (* 1986), Skilangläufer
- Sacha Treille (* 1987), Eishockeyspieler
- Anthony Dablé-Wolf (* 1988), American-Football-Spieler
- Sophie Rodriguez (* 1988), Snowboarderin
- Chafik Besseghier (* 1989), Eiskunstläufer
- Adja Paye (* 1989), senegalesische Handballspielerin
- Jérémy Pied (* 1989), Fußballspieler
- François-Xavier Poizat (* 1989), französisch-schweizerischer Pianist

#### 1991 bis 2000
- Yannis Tafer (* 1991), Fußballspieler
- Ruben Aguilar (* 1993), Fußballspieler
- David Douline (* 1993), französischer Fußballspieler
- Thomas Krief (* 1993), Freestyle-Skier
- Aminata Diallo (* 1995), Fußballspielerin
- Émilien Jacquelin (* 1995), Biathlet
- James Clugnet (* 1996), britischer Skilangläufer
- Jules Lapierre (* 1996), Skilangläufer
- Clémentine Ristord (* ≈1997), Jazz- und Improvisationsmusikerin
- Thibaut De Marre (* 1998), belgischer Skilangläufer
- Lou Barin (* 1999), Freestyle-Skierin
- Alexandre Texier (* 1999), Eishockeyspieler
- Brandon Dominguès (* 2000), französisch-portugiesischer Fußballspieler
- Dylan Fabre (* 2000), Eishockeyspieler
- Clémence Vieira (* 2000), Beachvolleyballspielerin

### 21. Jahrhundert
- Amine El Ouazzani (* 2001), marokkanisch-französischer Fußballspieler
- Maya Cloetens (* 2002), französisch-belgische Biathletin
- Sekou Yansané (* 2003), guineisch-französischer Fußballspieler
- Anaëlle Bondoux (* 2004), Biathletin
- Gabriel Debru (* 2005), Tennisspieler

### Geburtsjahr unbekannt
- Jean-Paul Autin (* ?), Jazzmusiker

## Persönlichkeiten mit Bezug zur Stadt

### Bis 1900
- Hugo von Grenoble (1053–1132), Bischof von Grenoble und Heiliger
- Nicolas Chorier (1612–1692), Stadtadvokat von Grenoble
- Joseph Fourier (1768–1830), Mathematiker und Präfekt von Grenoble
- Jacques-Joseph Champollion (1778–1867), Archäologe und Bibliothekar, Professor an der Universität Grenoble
- Jean-François Champollion (1790–1832), Sprachwissenschaftler, Professor an der Universität Grenoble
- Charles Lory (1823–1889), Geologe, Dekan und Professor an der Universität Grenoble
- Paul Stapfer (1840–1917), schweizerisch-französischer Hochschullehrer an der Universität Grenoble
- Georges Florentin Pruvôt (1852–1924), Mediziner und Zoologe, Professor an der Universität Grenoble
- Antoine Pillet (1857–1926), Rechtswissenschafter, Dozent an der Universität Grenoble
- Louis-Joseph Maurin (1859–1936), Bischof von Grenoble
- Henri Hauvette (1865–1935), Romanist, Professor an der Universität Grenoble
- Charles Petit-Dutaillis (1868–1947), Mittelalterhistoriker, Direktor der Akademie der Universität Grenoble
- Léon Martin (1873–1967), Politiker und Widerstandskämpfer, mehrfacher Bürgermeister von Grenoble
- Julien Luchaire (1876–1962), Italianist, Professor an der Universität Grenoble
- Jules Basdevant (1877–1968), Jurist, Professor an der Universität Grenoble
- Raoul Blanchard (1877–1965), Geograph, Professor an der Universität Grenoble und Gründer des Institut de géographie alpine
- Henri Jacoubet (1877–1943), Romanist, Professor an der Universität Grenoble
- Antonin Duraffour (1879–1956), Romanist und Dialektologe, Professor an der Universität Grenoble und Gründer des Instituts für Phonetik mit dem Schwerpunkt Dialektologie
- Ludovic Zoretti (1880–1948), Mathematiker, Professor an der Universität Grenoble
- Maurice Gignoux (1881–1955), Geologe, Professor an der Universität Grenoble
- René Lote (1883–1944), Germanist, Professor an der Universität Grenoble
- Pierre Fouché (1891–1967), Romanist, Professor an der Universität Grenoble
- Maurice Pardé (1893–1973), Hydrologe, Professor an der Universität Grenoble und Gründer des Instituts für Alpine Geographie
- Marcel Durry (1895–1978), Klassischer Philologe, Professor an der Universität Grenoble
- Eric-Paul Stekel (1898–1978), Leiter des Konservatoriums der Stadt Grenoble

### 20. Jahrhundert

#### 1901 bis 1920
- Robert Minder (1902–1980), Germanist, Gastprofessor an der Universität Grenoble
- Marcel Brelot (1903–1987), Mathematiker, Professor an der Universität Grenoble
- Pierre Demargne (1903–2000), Klassischer Archäologe, Professor an der Universität Grenoble
- Jean Mallion (1903–1986), Romanist und Literaturwissenschaftler, Professor an der Universität Grenoble
- Louis Néel (1904–2000), Physiker, Professor an der Universität Grenoble
- René David (1906–1990), Rechtsgelehrter, Professor an der Universität Grenoble
- Claude Chabauty (1910–1990), Mathematiker, Professor an der Universität Grenoble und Direktor des Labors für Reine Mathematik
- Victor Del Litto (1911–2004), Romanist und Literaturwissenschaftler, Dekan und Professor an der Universität Grenoble
- Heinz Maier-Leibnitz (1911–2000), deutscher Physiker, Direktor des Institut Laue-Langevin
- Gustave Choquet (1915–2006), Mathematiker, Professor an der Universität Grenoble
- Yves Le Hir (1919–2005), Literaturwissenschaftler, Professor an der Universität Grenoble
- Gabriel-Marie-Joseph Matagrin (1919–2004), Bischof von Grenoble
- Georges Reeb (1920–1993), Mathematiker, Professor an der Universität Grenoble und Direktor des Institute de Recherche mathématique Avancée (IRMA)

#### 1921 bis 1930
- Gilbert Durand (1921–2012), Philosoph, Soziologe und Anthropologe, Professor an der Universität Grenoble und Gründer des Centre de recherche sur l'imaginaire
- James Emanuel (1921–2013), US-amerikanischer Lyriker und Essayist, Dozent an der Universität Grenoble
- Jean-Louis Koszul (1921–2018), Mathematiker, Professor an der Universität Grenoble
- Michel Soutif (1921–2016), Physiker, Direktor der Universität Joseph Fourier Grenoble I
- Eduardo Lourenço (1923–2020), portugiesischer Literaturwissenschaftler, Professor an der Universität Grenoble
- René Thom (1923–2002), Mathematiker, Dozent an der Universität Grenoble
- Gaston Tuaillon (1923–2011), Romanist, Professor an der Universität Grenoble
- Robert Deschaux (1924–2013), Romanist und Mediävist, Professor an der Universität Grenoble
- Yves Ayant (1926–2016), theoretischer Physiker, Professor an der Universität Grenoble
- Prosper Weil (1926–2018), Jurist, Professor an der Universität Grenoble
- Henri Joly (1927–1988), Philosophiehistoriker, Professor an der Universität Grenoble
- Daniel Poirion (1927–1996), Romanist und Mediävist, Professor an der Universität Grenoble
- Bernard Malgrange (1928–2024), Mathematiker, Professor an der Universität Grenoble
- Rudolf Mößbauer (1929–2011), deutscher Physiker, Direktor des Institut Laue-Langevin
- Tasso Springer (1930–2017), deutscher Physiker, Direktor des Institut Laue-Langevin

#### 1931 bis 1950
- Louis Dufaux (1931–2011), Bischof von Grenoble
- Philippe Nozières (1932–2022), Festkörperphysiker, Professor an der Universität von Grenoble und Leiter am Institut Laue-Langevin
- Wolfgang Gläser (1933–2023), deutscher Physiker, Direktor des Institut Laue-Langevin
- Ruprecht Haensel (1935–2009), deutscher Physiker, Gründungsdirektor des Europäischen Zentrums für Synchrotronstrahlung in Grenoble
- Jean Leca (* 1935), Rechts- und Politikwissenschaftler, Professor an der Universität Grenoble
- Peter Schuck (1940–2022), deutscher Kernphysiker, Professor an der Universität Grenoble
- Alim Louis Benabid (* 1942), Neurochirurg, Leiter des Forschungsinstituts Clinatec und Professor an der Universität Grenoble
- Yann Le Bohec (* 1943), Althistoriker, Professor an der Universität Grenoble
- Dirk Dubbers (* 1943), deutscher Physiker, Direktor des Institut Laue-Langevin
- Joëlle Coutaz (* 1946), Informatikerin, Professorin an der Universität Grenoble
- Richard Wagner (* 1947), deutscher Physiker, Direktor des Institut Laue-Langevin
- Raymond-Pierre Bodin (1948–2003), Psychologe und Soziologe, Professor an der Universität Grenoble
- Sylvestre Gallot (* 1948), Mathematiker, Professor an der Universität Grenoble
- Juri Bunkow (* 1950), russischer experimenteller Festkörperphysiker, Forschungsdirektor am Institut Néel des Centre national de la recherche scientifique (CNRS)

#### 1951 bis 1960
- Marie-Laurence Desclos (* 1952), Philosophiehistorikerin, Professorin an der Universität Grenoble
- Ange Leccia (* 1952), Künstler, Dozent an der Universität Grenoble
- Guy de Kerimel (* 1953), Bischof von Grenoble
- Jean Alaux (* 1954), Klassischer Philologe, Professor an der Universität Grenoble
- Michel Fattal (* 1954), Philosoph, Professor an der Universität Grenoble
- Michel Lafon (1954–2014), Literaturwissenschaftler, Professor an der Universität Grenoble
- Brigitte Plateau (* 1954), Informatikerin, Präsidentin der Gruppe der Ingenieurhochschulen Grenoble-INP
- Gérard Besson (* 1955), Mathematiker, Professor an der Universität Grenoble
- Jean-Marc Eychenne (* 1956), Bischof von Grenoble-Vienne
- Jean-Pierre Demailly (1957–2022), Mathematiker, Professor an der Universität und Grenoble
- Francesco Sette (* 1957), italienischer Physiker, Generaldirektor der European Synchrotron Radiation Facility (ESRF)
- Élisabeth Charlaix (* 1958), Physikerin, Professorin an der Universität Grenoble
- Marie-Christine Rousset (* 1958), Informatikerin, Professorin an der Universität Grenoble
- Pierangelo Bincoletto (* 1959), italienischer Radrennfahrer und Chef des Vélodromes d’Eybens
- Michael Has (* 1959), deutscher Physiker, Professor an der Universität Grenoble und dem Grenoble INP

#### Ab 1961
- Anne-Marie Lagrange (* 1962), Astrophysikerin am Institut de planétologie et d'astrophysique de Grenoble
- Jean-Louis Barrat (* 1964), theoretischer Physiker, Professor an der Universität Grenoble und Direktor des Labors für interdisziplinäre Physik
- Marie-Paule Cani (* 1965), Informatikerin, Professorin am Polytechnischen Institut Grenoble
- Marc Carel Schurr (* 1965), deutscher Kunsthistoriker, Professor an der Universität Grenoble
- Cordelia Schmid (* 1967), Informatikerin, Forschungsdirektorin am Nationalen Institut für Informatik- und Automatisierungsforschung
- Martin Wrede (* 1969), deutscher Historiker, Professor an der Universität Grenoble
- Aurélien Barrau (* 1974), Astrophysiker, Professor an der Universität Grenoble
- Éric Piolle (* 1973), Bürgermeister von Grenoble (EELV)
- Paola Coan (* 1976), italienische Physikerin, Professorin an der Universität Grenoble und Vorsitzende des Internationalen Gremiums der Nutzer-Organisation des ESRF
- Johann Chapoutot (* 1978), Historiker, Professor an der Universität Grenoble

### Geburtsjahr unbekannt
- Yves Colin de Verdière (* ?), Mathematiker, Professor an der Universität Grenoble
- Jost von Silenen (?–1498), Bischof von Grenoble